# Cyaniris
Genre
Cyaniris est un genre paléarctique de lépidoptères (papillons) de la famille des Lycaenidae et de la sous-famille des Polyommatinae.

## Systématique
Le genre Cyaniris a été décrit par le naturaliste suédois Johan Wilhelm Dalman en 1816. L'espèce type est Cyaniris argianus Dalman, 1816 (actuellement appelée Cyaniris semiargus (Rottemburg, 1775)). Le nom Cyaniris vient de l'adjectif latin cyaneus, signifiant « bleu foncé », « bleu azuré», en référence à la couleur de la face supérieure des ailes des mâles.
Cyaniris a pour synonymes :
- Nomiades Hübner, [1819]
- Glaucolinea Wang & Rehn, 1999

Cyaniris a parfois été traité comme un sous-genre du genre Polyommatus, ou synonymisé avec celui-ci. Des études de phylogénie moléculaire ont cependant montré que Cyaniris n'est pas étroitement apparenté à Polyommatus, et doit être considéré comme un genre indépendant.

## Liste des espèces
Selon funet :
- Cyaniris semiargus (Rottemburg, 1775) — le Demi-argus ou Azuré des anthyllides
- Cyaniris bellis (Freyer, 1845) — l'Azuré de la vulnéraire — statut incertain, parfois considéré comme une sous-espèce de C. semiargus.